# Амбър Стивънс
Амбър Стивънс (на английски: Amber Stevens, родена на 7 октомври 1986) е американска актриса и певица.

## Биография
Амбър Стивънс е родена в Лос Анджелис, Калифорния. Дъщеря е на американския актьор и радиоводещ Шадоу Стивънс и модела Бевърли Кънингам. Има малка сестра на име Чайна Роуз Стивънс. Завършила е Beverly Hills High School.

## Кариера
Известна е от ролята на Ашли в сериала „Колежани“ на ABC Family Channel. Героинята на Стивънс, Ашли, е момиче с голямо сърце, което винаги съпътства Кейси (Спенсър Грамър) в нейното старание да стане президент на женския клуб Zeta Beta Zeta. Гаджето на Амбър в живота, Андрю Джи Уест, е в ролята на Фишър. който проявява любовен интерес към Ашли.

## Интересно
Амбър има тъмнокафява коса. Сключила е договор с Nous Model Management. Появява се за кратко в първи сезон в шоуто „Долината“ на MTV.